# 巨鷹
在托爾金（J. R. R. Tolkien）奇幻小說的中土大陸裡，巨鷹（Eagle）是巨大的飛鳥，他們具有智慧，能夠說話。他們在電影及形象方面有各種不同的大小形態。普遍認他們和現代的鷹相似（獨立有感知的鷹類，如鵟亞科），但巨鷹遠較巨大。在《精靈寶鑽》的描述裡，鷹王索隆多（Thorondor）展翼可達55米。
在《哈比人歷險記》裡，沒有任何巨鷹的姓名說明，僅從巨鷹中區別出鷹王。許多讀者都推測拯救索林·橡木盾（Thorin Oakenshield）及其伙伴、在孤山（Erebor）參與五軍之戰（Battle of Five Armies）那位鷹王是關赫或蘭楚瓦。在《魔戒三部曲：王者再臨》裡，甘道夫曾言關赫救了他兩次，但如果鷹王及關赫是同一位巨鷹，關赫應救了甘道夫三次。

## 起源
據《精靈寶鑽》所述，巨鷹是由維拉（Valar）之首曼威（Manwë）所創造，故又稱為曼威之鷹（Eagles of Manwë）。曼威派遣他們由維林諾（Valinor）前往中土大陸監視諾多族（Noldor）精靈及仇敵魔苟斯（Morgoth）。

## 事件
索隆多曾在安戈洛墜姆（Thangorodrim）築巢。巨鷹仍在那裡居住的時候，索隆多協助芬鞏（Fingon）營救梅斯羅斯（Maedhros）。後來，巨鷹移居到艾可瑞亞斯（Echoriath）山脈的克瑞沙伊格瑞姆（Crissaegrim），他們被芬鞏待為朋友，巨鷹則協助貢多林（Gondolin）戌衛。
芬國昐（Fingolfin）在單挑魔苟斯的搏鬥裡被殺，索隆多抓傷魔苟斯的臉部，將芬國昐的遺體帶到艾可瑞亞斯埋葬。
在第一紀元末，巨鷹協助維拉、精靈及人類對抗魔苟斯。
在第二紀元，有一對巨鷹在努曼諾爾首都雅米涅洛斯的國王住宅裡築巢。巨鷹注視著米涅爾塔瑪（Meneltarma）的山頂，如果有人登上山頂，巨鷹通常也會察覺到。
第三紀元，索隆多的後裔關赫及蘭楚瓦居住在迷霧山脈（Misty Mountains）以東的大荒原（Wilderland）。因其在五軍之戰中協助打敗半獸人，山下國王丹恩·鐵足送給鷹王一頂黃金製的王冠，發誓世世代代永為盟友。
魔戒聖戰（Third Age）時期，風王關赫分別在艾辛格（Isengard）塔頂及凱勒布迪爾（Zirakzigil）山頂兩度營救灰袍甘道夫（Gandalf）。至尊魔戒（One Ring）被摧毀後，他在魔多（Mordor）的末日火山（Mount Doom）拯救了佛羅多·巴金斯（Frodo Baggins）及山姆·詹吉（Samwise Gamgee）。

## 概念及創作
巨鷹在峭壁上的圖片曾出現在一些版本的《哈比人歷險記》裡。據克里斯托夫·托爾金（Christopher Tolkien）所說，畫家是以阿契博得·索本所畫的金鷹為藍本繪製，但這並不表示托爾金筆下的巨鷹便是金鷹。在一些托爾金文本裡曾推斷，巨鷹是鳥狀的邁亞（Maiar），這與伊露維塔（Ilúvatar）賦予靈魂給動物並不相同。

## 改編描述
在彼得·傑克森執導的《魔戒》和《哈比人》電影系列中，巨鷹身高約六米，展翼最大可達23米。甘道夫總是在關鍵時刻使用飛蛾招喚出巨鷹。六部電影中巨鷹的出場依劇情順序如下：
- 《哈比人：意外旅程》（2012年）的結尾，矮人隊伍被半獸人困在懸崖邊的樹上，危急之際幾隻巨鷹來到將眾人救出，帶到一處高崖卡洛克上。
- 《哈比人：五軍之戰》（2014年）裡，褐袍巫師瑞達加斯特和換皮人比翁領著一群巨鷹徹底瓦解了半獸人軍隊。
- 《魔戒首部曲：魔戒現身》（2001年），甘道夫被叛變的白袍巫師薩魯曼囚禁在歐散克塔頂，一隻巨鷹前來把他帶走。
- 《魔戒三部曲：王者再臨》（2003年）的黑門大戰中，幾隻巨鷹來與戒靈的坐騎墮落飛獸搏鬥，並前去末日火山救出受困的魔戒持有者。

電影中的巨鷹主要是按照金鷹的造型來設計的。